# NGC 5956
NGC 5956 is een spiraalvormig sterrenstelsel in het sterrenbeeld Slang. Het hemelobject werd op 29 april 1865 ontdekt door de Duitse astronoom Albert Marth.

## Synoniemen
- UGC 9908
- MCG 2-40-3
- ZWG 78.17
- IRAS 15326+1154
- PGC 55501